# Ivan Pernar (1985.)
Ivan Pernar (Zagreb, 14. listopada 1985.), hrvatski političar, osnivač Živog zida, aktivist i bivši saborski zastupnik u 9. sazivu Hrvatskog sabora.

## Politički aktivizam
Za vrijeme Sanaderova predsjedništva u HDZ-u, Pernar je bio član trešnjevačkog ogranka spomenute stranke, međutim uskoro napušta istu razočaran politikom koju je stranka vodila. Postao je poznat po tome što je u veljači 2011. preko Facebooka organizirao i vodio prosvjede ispred sjedišta hrvatske Vlade s ciljem ostavke premijerke Jadranke Kosor. Demonstracije su ubrzo dobile masovno obilježje, a Pernar je dosad zbog remećenja javnog reda i mira bio uhićen nekoliko puta. Unatoč odličnom snalaženju u mobilizaciji prosvjednika, ubrzo dolazi u sukob s djelom prosvjednika u Osijeku zbog pozivanja na paljenje HDZ-ove zastave.
Nakon završetka prosvjeda osnovao je libertarijansku političku stranku pod nazivom Savez za promjene u lipnju 2011. Spomenuta stranka ubrzo mijenja svoj naziv u Živi zid. Živi zid je udruga koja sprječava deložacije kako bi ukazala na problem neotplativosti duga unutar isključivo kreditnog financijskog sustava sa središnjom bankom kao mjenjačnicom. Zajedno s ostalim članovima ove organizacije, Pernar kao dio stranačkog programa kreće u kampanju pružanja pasivnog otpora deložacijama u Hrvatskoj, zbog čega je često bivao uhićivan.

## Djelovanje u Hrvatskom saboru
Na hrvatskim Parlamentarnim izborima u rujnu 2016., Pernar je osvojio 15,66 % preferencijalnih glasova u svojoj izbornoj jedinici što mu je omogućilo zastupničko mjesto u Hrvatskom saboru. Nakon mjesec dana rada, biva proglašen najaktivnijim zastupnikom u spomenutom sazivu sabora. 29. studenog 2016, predsjednik političke stranke Abeceda demokracije, Stjepan Vujanić, objavio je da je Pernar potpisao pristupnicu njegovoj stranci. Pernar je ovakav potez obrazložio revoltom zbog odbijanja zahtjeva za registracijom njegove nove političke stranke "Jedina opcija" od strane Ministarstva uprave Republike Hrvatske. Ubrzo je postao poznat po svojem provokativnom ponašanju u sabornici, pa ga je tako tijekom jedne sjednice predsjedavajući kritizirao zbog jedenja pizze za vrijeme sjednice.
Poznat je po kritiziranju vladajuće stranke Hrvatska Demokratska Zajednice zbog neizvršavanje nužnih reformi, odvođenja Republike Hrvatske u propast, odlasku mnogobrojnih građana iz države i slično.
Nakon izlaganja premijera Andreja Plenkovića u kojem je Živi Zid usporedio s tri mala miša, Ivan Pernar mu je uzvratio s usporedbom o Kralju Štakora iz poznatog filma Krste Papića Izbavitelj te je zaradio opomenu od predsjedavajućeg zastupnika Gordana Jandrokovića.
Nakon europskih izbora 2019. godine u kojima je Živi Zid ostvario jedno zastupničko mjesto u Europskom Parlamentu dolazi do raskola u stranci Živi Zid iz koje Ivan Pernar posljedično izlazi.
Svoje političke ciljeve otada pokušava ostvariti u novoosnovanoj Stranci Ivana Pernara (SIP). 
Također, 2019. godine izlazi na predsjedničke izbore u kojima uspijeva skupiti dovoljan broj potpisa za kandidaturu čime postaje predsjednički kandidat.
U prvom krugu nije ostvario dovoljan broj glasova za ulazak u drugi krug te time završava njegova kandidatura.
Godine 2020. dolazi do raskola s dotadašnjim stranačkim kolegom Branimirom Bunjcem.

## Politički stavovi

### Vanjska politika
Pernar je poznat po svojem radikalnim anti-zapadnjačkim i anti-američkim stavovima. U svom intervjuu ruskoj novinskoj agenciji Sputnik News, usporedio je NATO savez s Hitlerovim Trećim Reichom, dok je istovremeno izrazio divljenje prema Ruskoj Federaciji. Za Rusiju je kazao: "Da nema Rusije, nitko se ne bi mogao suprotstaviti SAD, a one bi mogle bombardirati i razoriti bilo koju zemlju koja ne služi njihovim interesima". U jednom drugom intervjuu, izjavio je: "SAD-u nije u interesu da se krize u svijetu rješavaju. Da bi u tome uspjeli nekad koriste luđake poput Slobodana Miloševića, koji je bio totalni luđak odvojen od stvarnosti, a nekad koriste albanske teroriste." U jednom intervjuu je komentirao Europsku uniju konstatacijom da ona: "nije demokracija, već da njome vladaju bankarski karteli i birokrati." Izjavio je da će njegova stranka koalirati s ostalim strankama jedino ako su one spremne voditi Hrvatsku van iz Europske unije. U jednoj televizijskoj emisiji Pernar je izjavio da je Država Izrael nastala na etničkom čišćenju Palestinaca, te je kritizirao SAD jer nisu pomogle Palestincima. Vojno-redarstvenu akciju Oluja, Pernar je također karakterizirao kao etničko čišćenje srpskog stanovništva, za što je okrivio tadašnje vođe tzv. Krajine. Bosnu i Hercegovinu Pernar je nazvao "diktaturom kojom se upravlja izvana" i da bi se referendumom u Republici Srpskoj narod trebao odlučiti želi li ostati u BiH ili ne.

### Slobodni zidari
Pernar je izrazio svoj kritičan odnos prema masonima, s kojima je po vlastitim tvrdnjama uspostavio kontakt za vrijeme posjeta Češkoj. Rekao je da su mu masoni ponudili da će ga podići ako krene s njima, te da u svojim rukama drže medije i određuju kome će ići vlast. Također je rekao da su ga upozorili da ne dovodi u pitanje proces stvaranja novca. Rekao je da je ovu ponudu odbio jer je htio ići svojim putem a gledateljima je preporučio da im Isus kao i njemu bude uzor. Za masone 33. stupnja naveo je da masonska literatura izriče da mogu komunicirati s vragom, a neke zastupnike u saboru optužio je da nisu vjerni državi, nego tajnim društvima.

### Legalizacija marihuane
Pernar se založio za legalizaciju marihuane u Hrvatskoj jer tvrdi da bi tada ljudi postali sretniji i dogodio bi se procvat poljoprivrede.

### Pelješki most
Pernar smatra da bi Hrvatska trebala "ostati suzdržana" kada je riječ o izgradnji Pelješkog mosta, tvrdeći da je "suludo baciti 2 milijarde eura na takav projekt". Po Pernarovim riječima, most se gradi samo kako bi se provocirala Bosna i Hercegovina.

### Odnos prema cijepljenju
Dana 9. siječnja 2017. Pernar je napisao Facebook status u kojem je tvrdio da farmaceutski lobiji rade otrovna cjepiva kojima "označavaju ljude kao stoku" te je potaknuo svoje sljedbenike da razmisle zašto "mali ubodi igle ostavljaju tako velike ožiljke na koži", dok cijepljena djeca postaju autistična. Na ove teze negativno je reagirao dio hrvatskih medija koji su kritizirali Pernara nazvavši ga "teoretičarem zavjera". Nadalje, određeni pedijatri i državna pravobraniteljica za djecu izrazili su zgražanje zbog objave spomenutog Facebook statusa. Pravobraniteljica je izjavila da Pernar ovakvim statusom: "poziva na kršenje prava djece iz UN-ove Konvencije o pravima djeteta, točnije, članka 24, koji svakom djetetu jamči pravo na uživanje najviše moguće razine zdravlja".

### Kritika Hrvatske akademije znanosti i umjetnosti
14. prosinca 2016. Pernar je kritizirao akademike HAZU-a riječima: Kakve koristi imamo od vaše znanosti? To je pseudo znanost, ona liči na znanost ali nije jer se ne bavi krucijalnim temama. Vi ste dekoracijski ured, kulturni manekeni i kvazi intelektualci jer pravi bi intelektualci govorili istinu o temama koje su bitne za naše društvo, a ne bi se bavili samo stvarima koje nemaju konkretne primjene i od kojih društvo nema nikakve koristi.

## Kontroverze
Tijekom studenog 2016. Pernar je gostovao u HRT-ovom talk showu Nedjeljom u 2, no nakon svega 15 minuta gostovanja demonstrativno je napustio emisiju, optužujući pritom voditelja Aleksandra Stankovića da mu ne dozvoljava "govoriti istinu" o izraelsko-palestinskom sukobu. Nedugo nakon odlaska, Pernar se žestoko verbalno obrušio na voditelja, te mu zaprijetio otkazom kada njegova stranka dođe na vlast. Stanković je na ovo odgovorio tužbom koju je obrazložio sljedećim riječima: "Ivana Pernara tužim zato što me sustavno javno vrijeđa (facebook, intervjui) da sam idiot, moralna nakaza i smeće u službi režima. Osim što su izjave uvredljive, njima i huška svoje istomišljenike na mene koji mi prijete." Mandatno-imunitetno povjerenstvo odlučilo je da zbog spomenute tužbe neće skidati Pernarov zastupnički imunitet, ali je kritiziralo njegovo ponašanje. Nakon što je Pernaru skinut imunitet, Stanković je dobio tužbu.
8. prosinca 2016. godine Saborsko Mandatno-imunitetno povjerenstvo skinulo je Pernaru zastupnički imunitet zbog šaranja grafita u Sesvetama. Na ovu odluku povjerenstva, Pernar je odgovorio optužbom za "montirani proces", za kojeg je okrivio HDZ, te je sebe usporedio s Isusom Kristom.
Krajem prosinca 2016. Pernar je komentirao Teroristički napad na božićnom sajmu u Berlinu pitajući se je li se spomenuti napad doista dogodio i pozivajući se na tvrdnje iznesene na web portalu islamističkih ekstremista. Rekao je da je "Jedna od najčudnijih stvari da nitko nije nigdje vidio niti jednog povrijeđenog niti je igdje objavljeno jedno ime nastradalog". Nakon što su hrvatski i regionalni mediji negativno popratili ovu Pernarovu objavu, on se opet oglasio, ovaj put tvrdeći da je namjerno objavio lažnu vijest kako bi upozorio na nepravedan odnos medija prema Tomislavu Karamarku u slučaju arbitraže INA-MOL, tj. kako bi ukazao na cenzuru koju provode određeni domaći mediji nad Pernarom (HRT, Jutarnji List).

## Knjige
Autor je dviju knjiga o monetarnoj politici u kojima objašnjava koncept 'novca kao duga' i uzroke ekonomske krize u Hrvatskoj i svijetu.
- Kako je nastao novac (2012.)[42] (PDF)  Arhivirana inačica izvorne stranice od 31. listopada 2017. (Wayback Machine)
- Mehanika novca (2014.)[43] (PDF)  Arhivirana inačica izvorne stranice od 13. travnja 2018. (Wayback Machine)

## Osobni život
Pernar je završio zagrebačku X. gimnaziju Ivan Supek, prije upisivanja na Zdravstveno veleučilište u Zagrebu. Na navedenom veleučilištu zaradio je akademsku titulu višeg medicinskog tehničara. Ivan Pernar je u dalekom srodstvu s Ivanom Pernarom, istoimenim hrvatskim političarom i zastupnikom HSS koji je godine 1928. bio ranjen prilikom atentata u Narodnoj Skupštini Kraljevine Srba, Hrvata i Slovenaca. Ima dva izvanbračna sina, Matisa Ivana Alexisa s Njemicom Frederikom i Nou s Hrvaticom Viktorijom Migalić. U siječnju 2017. Pernar je objavio da "nije katolik", te da se "ispisao" iz Katoličke crkve, koju je nazvao produženom rukom Hrvatske demokratske zajednice.

## Vanjske poveznice
Mrežna mjesta
- Zelena politika, blog